# Pallavolo Pontecagnano Faiano 2010-2011
Questa voce raccoglie le informazioni riguardanti la Pallavolo Pontecagnano Faiano nelle competizioni ufficiali della stagione 2010-2011.

## Organigramma societario
Area direttiva
- Presidente: Carmine Malangone

Area tecnica
- Allenatore: Mauro Marasciuolo (fino al 2 maggio 2011), Gianpaolo Marino (dal 2 maggio 2011)
- Allenatore in seconda: Gianpaolo Marino  (fino al 21 dicembre 2010), Antonio Vallefuoco (dal 31 marzo 2011)
- Scout man: Giovanni Del Basso

Area sanitaria
- Medico: Donato Pierro
- Preparatore atletico: Gianpaolo Marino (fino al 21 dicembre 2010)
- Fisioterapista: Irene Santimone

## Rosa
| N° | Nome                | Ruolo | Data di nascita   | Nazionalità sportiva |
| -- | ------------------- | ----- | ----------------- | -------------------- |
| 1  | Giusy Passaro       | P     | 23 giugno 1991    | Italia               |
| 2  | Miriana Sibilia     | L     | 23 dicembre 1992  | Italia               |
| 5  | Denise Vinci        | S     | 6 giugno 1994     | Italia               |
| 6  | Daniela Nardini     | C     | 18 dicembre 1982  | Italia               |
| 7  | Chiara Tenza        | S     | 4 settembre 1991  | Italia               |
| 8  | Giusy Astarita      | S     | 18 aprile 1988    | Italia               |
| 9  | Alice Lo Cascio     | S     | 2 ottobre 1988    | Italia               |
| 10 | Beatrice Zanotti    | C     | 19 luglio 1976    | Italia               |
| 11 | Alessandra Petrucci | P     | 11 febbraio 1983  | Italia               |
| 12 | Mariann Nagy        | S     | 2 luglio 1976     | Ungheria             |
| 13 | Jessica Panucci     | S     | 6 maggio 1992     | Italia               |
| 14 | Monika Kučerová     | S     | 17 settembre 1983 | Rep. Ceca            |
| 15 | Sarah Correr        | S     | 9 novembre 1989   | Brasile              |
| 16 | Diletta Lunardi     | C     | 13 luglio 1979    | Italia               |
| 17 | Isabella Zilio      | L     | 5 marzo 1983      | Italia               |
| 18 | Lorenza Sorrentino  | C     | 26 luglio 1992    | Italia               |

## Risultati

### Serie A2

#### Girone di andata
| 1ª giornata - 15 ottobre 2010 Palazzetto dello Sport, Giaveno     | Cuatto Giaveno      | 1 - 3 | Pontecagnano Faiano | 17-25, 27-29, 25-18, 17-25        |
| 2ª giornata - 24 ottobre 2010 PalaBerlinguer, Bellizzi            | Pontecagnano Faiano | 2 - 3 | Time Matera         | 25-17, 25-15, 21-25, 28-30, 12-15 |
| 3ª giornata - 31 ottobre 2010 PalaLavinium, Pomezia               | RDM Pomezia         | 1 - 3 | Pontecagnano Faiano | 21-25, 20-25, 25-12, 18-25        |
| 4ª giornata - 7 novembre 2010 PalaBerlinguer, Bellizzi            | Pontecagnano Faiano | 2 - 3 | Crema               | 25-20, 12-25, 25-19, 15-25, 12-15 |
| 5ª giornata - 14 novembre 2010 PalaRaschi, Parma                  | Parma               | 3 - 1 | Pontecagnano Faiano | 23-25, 25-16, 25-20, 25-11        |
| 6ª giornata - 21 novembre 2010 PalaBerlinguer, Bellizzi           | Pontecagnano Faiano | 3 - 2 | San Vito            | 25-13, 20-25, 25-23, 18-25, 15-10 |
| 7ª giornata - 28 novembre 2010 PalaParenti, Santa Croce sull'Arno | Santa Croce         | 3 - 2 | Pontecagnano Faiano | 25-21, 19-25, 25-20, 29-31, 15-11 |
| 8ª giornata - 5 dicembre 2010 PalaBerlinguer, Bellizzi            | Pontecagnano Faiano | 3 - 1 | Busnago             | 18-25, 25-11, 25-19, 25-19        |
| 9ª giornata - 12 dicembre 2010 PalaMaddalene, Chieri              | Chieri              | 3 - 2 | Pontecagnano Faiano | 25-18, 14-25, 25-27, 26-24, 15-11 |
| 10ª giornata - 19 dicembre 2010 PalaBerlinguer, Bellizzi          | Pontecagnano Faiano | 3 - 0 | Verona              | 25-16, 25-19, 25-18               |
| 11ª giornata - 26 dicembre 2010 PalaBerlinguer, Bellizzi          | Pontecagnano Faiano | 3 - 1 | Soverato            | 25-12, 25-19, 19-25, 25-15        |
| 12ª giornata - 9 gennaio 2011 PalaRomiti, Forlì                   | Forlì               | 3 - 0 | Pontecagnano Faiano | 25-19, 25-21, 29-27               |
| 13ª giornata - 16 gennaio 2011 PalaBerlinguer, Bellizzi           | Pontecagnano Faiano | 2 - 3 | Loreto              | 25-21, 19-25, 25-19, 25-27, 16-18 |

#### Girone di ritorno
| 14ª giornata - 23 gennaio 2011 PalaBerlinguer, Bellizzi                | Pontecagnano Faiano | 3 - 1 | Cuatto Giaveno      | 25-15, 25-22, 24-26, 25-21        |
| 15ª giornata - 29 gennaio 2011 PalaSassi, Matera                       | Time Matera         | 1 - 3 | Pontecagnano Faiano | 25-21, 24-26, 14-25, 17-25        |
| 16ª giornata - 6 febbraio 2011 PalaBerlinguer, Bellizzi                | Pontecagnano Faiano | 3 - 2 | RDM Pomezia         | 17-25, 28-30, 25-16, 25-18, 16-14 |
| 17ª giornata - 13 febbraio 2011 PalaBertoni, Crema                     | Crema               | 0 - 3 | Pontecagnano Faiano | 23-25, 27-29, 18-25               |
| 18ª giornata - 20 febbraio 2011 PalaBerlinguer, Bellizzi               | Pontecagnano Faiano | 0 - 3 | Parma               | 21-25, 21-25, 17-25               |
| 19ª giornata - 27 febbraio 2011 PalaMacchitella, San Vito dei Normanni | San Vito            | 2 - 3 | Pontecagnano Faiano | 20-25, 25-21, 25-20, 23-25, 12-15 |
| 20ª giornata - 6 marzo 2011 PalaBerlinguer, Bellizzi                   | Pontecagnano Faiano | 2 - 3 | Santa Croce         | 24-26, 25-20, 15-25, 25-21, 11-15 |
| 21ª giornata - 20 marzo 2011 PalaBusnago, Busnago                      | Busnago             | 1 - 3 | Pontecagnano Faiano | 19-25, 25-22, 19-25, 25-20        |
| 22ª giornata - 27 marzo 2011 PalaBerlinguer, Bellizzi                  | Pontecagnano Faiano | 0 - 3 | Chieri              | 15-25, 21-25, 20-25               |
| 23ª giornata - 3 aprile 2011 PalaOlimpia, Verona                       | Verona              | 1 - 3 | Pontecagnano Faiano | 25-19, 23-25, 14-25, 22-25        |
| 24ª giornata - 10 aprile 2011 PalaScoppa, Soverato                     | Soverato            | 0 - 3 | Pontecagnano Faiano | 20-25, 20-25, 18-25               |
| 25ª giornata - 17 aprile 2011 PalaTulimieri, Salerno                   | Pontecagnano Faiano | 3 - 1 | Forlì               | 25-17, 25-11, 16-25, 25-23        |
| 26ª giornata - 23 aprile 2011 PalaSerenelli, Loreto                    | Loreto              | 3 - 1 | Pontecagnano Faiano | 21-25, 25-18, 25-16, 25-20        |

#### Play-off promozione
| Semifinali (gara 1) - 30 aprile 2011 PalaMaddalene, Chieri | Chieri              | 3 - 0 | Pontecagnano Faiano | 25-15, 25-15, 25-19        |
| Semifinali (gara 2) - 4 maggio 2011 PalaTulimieri, Salerno | Pontecagnano Faiano | 1 - 3 | Chieri              | 25-20, 20-25, 15-25, 19-25 |

### Coppa Italia di Serie A2

#### Fase a eliminazione diretta
| Quarti di finale (andata) - 26 gennaio 2011 PalaBerlinguer, Bellizzi | Pontecagnano Faiano | 3 - 1 | RDM Pomezia         | 25-7, 21-25, 25-22, 25-20         |
| Quarti di finale (ritorno) - 2 febbraio 2011 Olimpia Palace, Pomezia | RDM Pomezia         | 0 - 3 | Pontecagnano Faiano | 20-25, 19-25, 15-25               |
| Semifinali - 12 marzo 2011 PalaParenti, Santa Croce sull'Arno        | Santa Croce         | 2 - 3 | Pontecagnano Faiano | 23-25, 25-19, 23-25, 25-15, 10-15 |
| Finale - 13 marzo 2011 PalaParenti, Santa Croce sull'Arno            | Pontecagnano Faiano | 2 - 3 | Loreto              | 21-25, 27-25, 25-22, 22-25, 9-15  |

## Statistiche

### Statistiche di squadra
| Competizione             | Punti | In casa | In casa | In casa | In trasferta | In trasferta | In trasferta | Totale | Totale | Totale |
| Competizione             | Punti | G       | V       | P       | G            | V            | P            | G      | V      | P      |
| ------------------------ | ----- | ------- | ------- | ------- | ------------ | ------------ | ------------ | ------ | ------ | ------ |
| Serie A2                 | 48    | 14      | 7       | 7       | 14           | 8            | 6            | 28     | 15     | 13     |
| Coppa Italia di Serie A2 | -     | 1       | 1       | 0       | 1            | 1            | 0            | 4      | 3      | 1      |
| Totale                   | -     | 15      | 8       | 7       | 15           | 9            | 6            | 32     | 18     | 14     |

G = partite giocate; V = partite vinte; P = partite perse

### Statistiche dei giocatori
| Giocatore     | Serie A2 | Serie A2 | Serie A2 | Serie A2 | Serie A2 | Coppa Italia di Serie A2 | Coppa Italia di Serie A2 | Coppa Italia di Serie A2 | Coppa Italia di Serie A2 | Coppa Italia di Serie A2 | Totale | Totale | Totale | Totale | Totale |
| Giocatore     | P        | PT       | AV       | MV       | BV       | P                        | PT                       | AV                       | MV                       | BV                       | P      | PT     | AV     | MV     | BV     |
| ------------- | -------- | -------- | -------- | -------- | -------- | ------------------------ | ------------------------ | ------------------------ | ------------------------ | ------------------------ | ------ | ------ | ------ | ------ | ------ |
| G. Astarita   | 28       | 300      | ?        | ?        | ?        | 4                        | 37                       | 29                       | 2                        | 6                        | 32     | 337    | ?      | ?      | ?      |
| S. Correr     | 3        | 0        | 0        | 0        | 0        | 1                        | 0                        | 0                        | 0                        | 0                        | 4      | 0      | 0      | 0      | 0      |
| M. Kučerová   | 25       | 346      | ?        | ?        | ?        | 4                        | 52                       | 44                       | 3                        | 5                        | 29     | 398    | ?      | ?      | ?      |
| A. Lo Cascio  | 7        | 12       | ?        | ?        | ?        | -                        | -                        | -                        | -                        | -                        | 7      | 12     | 0      | 0      | 0      |
| D. Lunardi    | 3        | 0        | 0        | 0        | 0        | 0                        | 0                        | 0                        | 0                        | 0                        | 3      | 0      | 0      | 0      | 0      |
| M. Nagy       | 28       | 612      | ?        | ?        | ?        | 4                        | 85                       | 82                       | 2                        | 1                        | 32     | 697    | ?      | ?      | ?      |
| D. Nardini    | 28       | 290      | ?        | ?        | ?        | 4                        | 51                       | 13                       | 19                       | 1                        | 32     | 341    | ?      | ?      | ?      |
| J. Panucci    | 7        | 9        | ?        | ?        | ?        | 1                        | 1                        | 1                        | 0                        | 0                        | 8      | 10     | ?      | ?      | ?      |
| G. Passaro    | 18       | 3        | ?        | ?        | ?        | 2                        | 0                        | 0                        | 0                        | 0                        | 20     | 3      | ?      | ?      | ?      |
| A. Petrucci   | 28       | 120      | ?        | ?        | ?        | 4                        | 18                       | 13                       | 5                        | 0                        | 32     | 138    | ?      | ?      | ?      |
| L. Sorrentino | 0        | 0        | 0        | 0        | 0        | 0                        | 0                        | 0                        | 0                        | 0                        | 0      | 0      | 0      | 0      | 0      |
| M. Sibilia    | 11       | 0        | 0        | 0        | 0        | 1                        | 0                        | 0                        | 0                        | 0                        | 12     | 0      | 0      | 0      | 0      |
| C. Tenza      | 0        | 0        | 0        | 0        | 0        | -                        | -                        | -                        | -                        | -                        | 0      | 0      | 0      | 0      | 0      |
| D. Vinci      | 1        | 0        | 0        | 0        | 0        | 1                        | 0                        | 0                        | 0                        | 0                        | 2      | 0      | 0      | 0      | 0      |
| B. Zanotti    | 28       | 240      | ?        | ?        | ?        | 4                        | 39                       | 24                       | 12                       | 3                        | 32     | 279    | ?      | ?      | ?      |
| I. Zilio      | 28       | 0        | 0        | 0        | 0        | 4                        | 0                        | 0                        | 0                        | 0                        | 32     | 0      | 0      | 0      | 0      |

P = presenze; PT = punti totali; AV = attacchi vincenti; MV = muri vincenti; BV = battute vincenti